# Ottavio Boldoni
Pour les articles homonymes, voir Boldoni.
Ottavio Boldoni (1600-1680) est un érudit italien, barnabite de Saint-Paul, helléniste, épigraphiste et littérateur de renom, assez réputé pour fonder fort jeune deux académies, celle des Infuocati puis celle des Oculati.

## Biographie

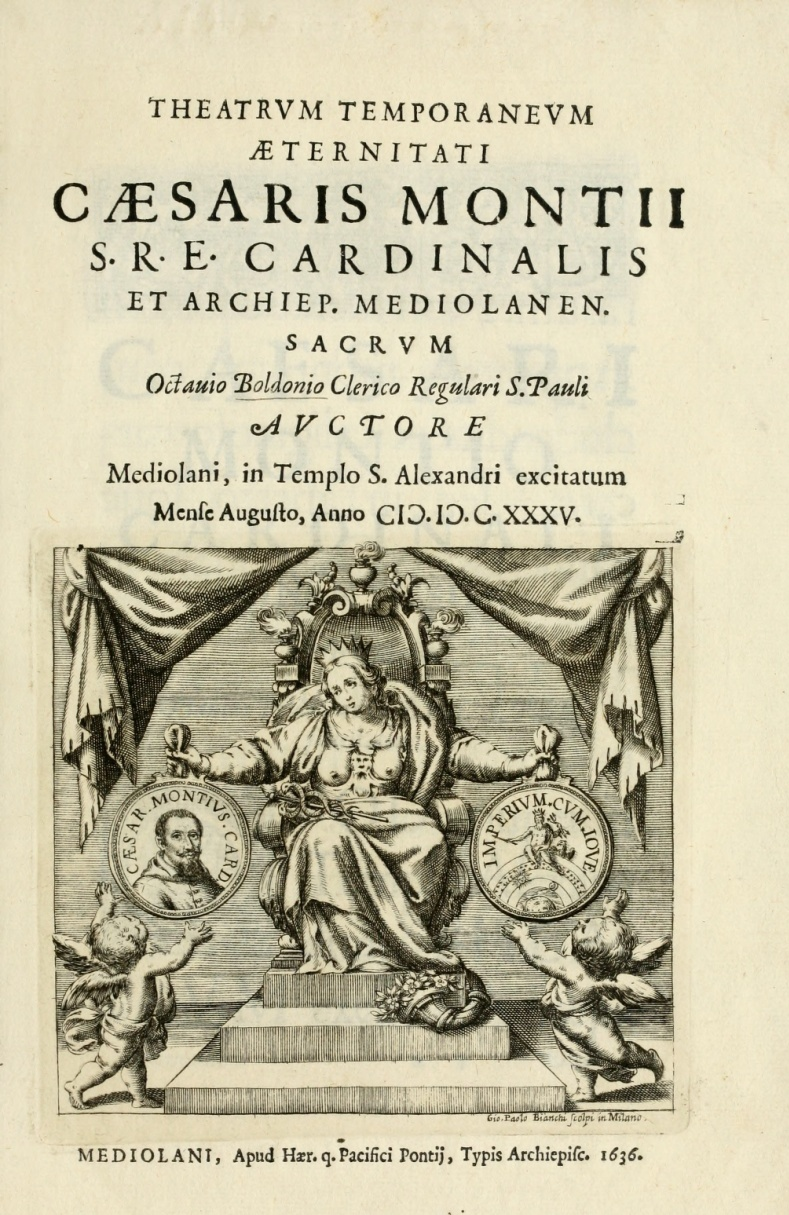
Theatrum Temporaneum Æternitati Cæsaris Montii S. R. E. Cardinalis et Archiep. Mediolanen., Milan, 1636.

Né vers 1600 dans le duché de Milan, il était frère de Giovanni Nicolò et de Sigismondo Boldoni. Nommé évêque de Teano (1661) et précepteur de Cosme III de Médicis, il a laissé plusieurs ouvrages :
- Dies attici, sive exercitationes græcanicæ, Milan, D. Gariboldi, 1639.
- Theatrum temporaneum æternitati Cæsaris Montii S.R.E. cardinalis et archiep. Mediolan. sacrum ... Mediolani, in Templo S. Alexandri excitatum Mense Augusto, Anno MDCXXXV, Mediolani, Apud Her. q. Pacifici Pontii, Typis Archiepisc. 1636.
- Κοσμοπολία, seu Mundus e gentilitiis Mediceorum globis Architecta Sapientia perfectus : ac sereniss. magnis ducibus Hetruriæ Ferdinando II. et Victoriæ Ominandis feliciter ipsorum Nuptiis expositus Pisis, in templo S. Frigdiani ... anno MDCXXXIIX, Perugia, A. Bartolomeo, 1641, à l'occasion du mariage de Ferdinand II et de Vittoria della Rovere.
- Cyropaedia. Dictio panegirica ad Obitium Malaspinium, Florence, 1647.
- deux volumes d’Extemporalium rhetoricorum, 1652 et 1674-76. Le deuxième tome contient ses propres inscriptions[1].

Son ouvrage de loin le plus important est le monumental in-folio intitulé Epigraphica, deuxième volet de sa Rhétorique, publié à Pérouse en 1660. C'est un manuel d'épigraphie divisé en deux grandes parties, consacrées respectivement à la langue et au style des inscriptions. Réunissant le matériau immense engrangé dans les deux principales sommes que sont pour l'inscription antique le recueil de Gruter et pour la moderne celui de Sweerts, Boldoni essaya de proposer une théorie idéale de ce genre d'écrire. La réputation de Boldoni a cruellement souffert des critiques partisanes de Stefano Antonio Morcelli et ses successeurs, qui lui reprochent d'avoir fait la part trop belle au nouveau style lapidaire.
Après la mort d'Allacci (19 janvier 1669) Boldoni fut nommé premier custode de la Bibliothèque apostolique vaticane, le 2 décembre 1669, mais il démissionna un an après, préférant retourner à son diocèse.